# Palpomyia nigroflava
Palpomyia nigroflava är en tvåvingeart som beskrevs av Lane 1947. Palpomyia nigroflava ingår i släktet Palpomyia och familjen svidknott. Inga underarter finns listade i Catalogue of Life.